# گریک‌تاون (بالتیمور)
گریک‌تاون (به انگلیسی: Greektown) یک منطقهٔ مسکونی در ایالات متحده آمریکا است که در بالتیمور واقع شده‌است. این محله از شمال به خیابان لومبارد، از جنوب به خیابان اودانل، از غرب به هاون جنوبی و از شرق به بزرگراه آی-۸۹۵ محدود می‌شود. بخش طولانی آن از خیابان شرقی از وسط این محله می‌گذرد.
در سال ۲۰۱۴ گریک‌تاون محل سکونت حدود ۶۰۰ خانواده بود. اما هنگام توسعه یافتن این محله، حدود ۱۰۰۰ خانواده وجود داشت.